# تاگبلت-ترم
تاگبلت-ترم (به آلمانی: Tagblatt-Turm) یک ساختمان بلندمرتبه در آلمان است که در شتوتگارت-کنتر واقع شده‌است.